# 南苑公园
南苑公园，位于天津市南开区园荫道与苑中路交叉口东，1994年兴建并对外开放。在1990年代，中国大陆的土地财政兴起前，天津市罕见的依靠房地产开发商完成建设的社区公园。

## 历史
1980年代，天津市在规划建设南苑居住区时便规划预留了公园用地。但由于资金紧张， 南苑公园的建设停滞了十余年仍无进展，公园停留在规划阶段。1994年，天津市园林局与南开区人民政府商议，按照“允许公园建设投资者以10-20%土地进行房地产开发并用其中部分收入建设公园” 的原则制定了实施方案，在地产开发商仅用100天的时间便建成了南苑公园。